# عمير بن الحارث
عمير بن الحارث بن ثعلبة بن الحارث الخزرجي الأنصاري صحابي جليل من قبيلة الخزرج من الأنصار شهد بيعة العقبة وشهد مع النبي محمد ﷺ غزوة بدر وغزوة أحد.